# Sangzor
Der Sangzor (Сангзор; russisch Санза́р Sansar; im Oberlauf Guralashsoy/Гуралашсой; im Unterlauf Qili/Қили) ist ein Fluss in Usbekistan (Zentralasien).
Der Sangzor entspringt als Guralashsoy an der Nordflanke des Westkamms der Turkestankette. Sein Quellgebiet liegt im Zomin-Nationalpark. Der Sangzor fließt anfangs in westlicher Richtung durch das Bergland. Bei der Stadt Gʻallaorol wendet er sich erst nach Norden und kurz darauf nach Osten. Er durchfließt die Großstadt Jizzax und erreicht die Tiefebene der Golodnajasteppe, wo zahllose Bewässerungskanäle abzweigen. Der eigentliche Flusslauf mündet etwa 40 km nordwestlich von Jizzax in den See Tuzkon bzw. den Aydarsee.

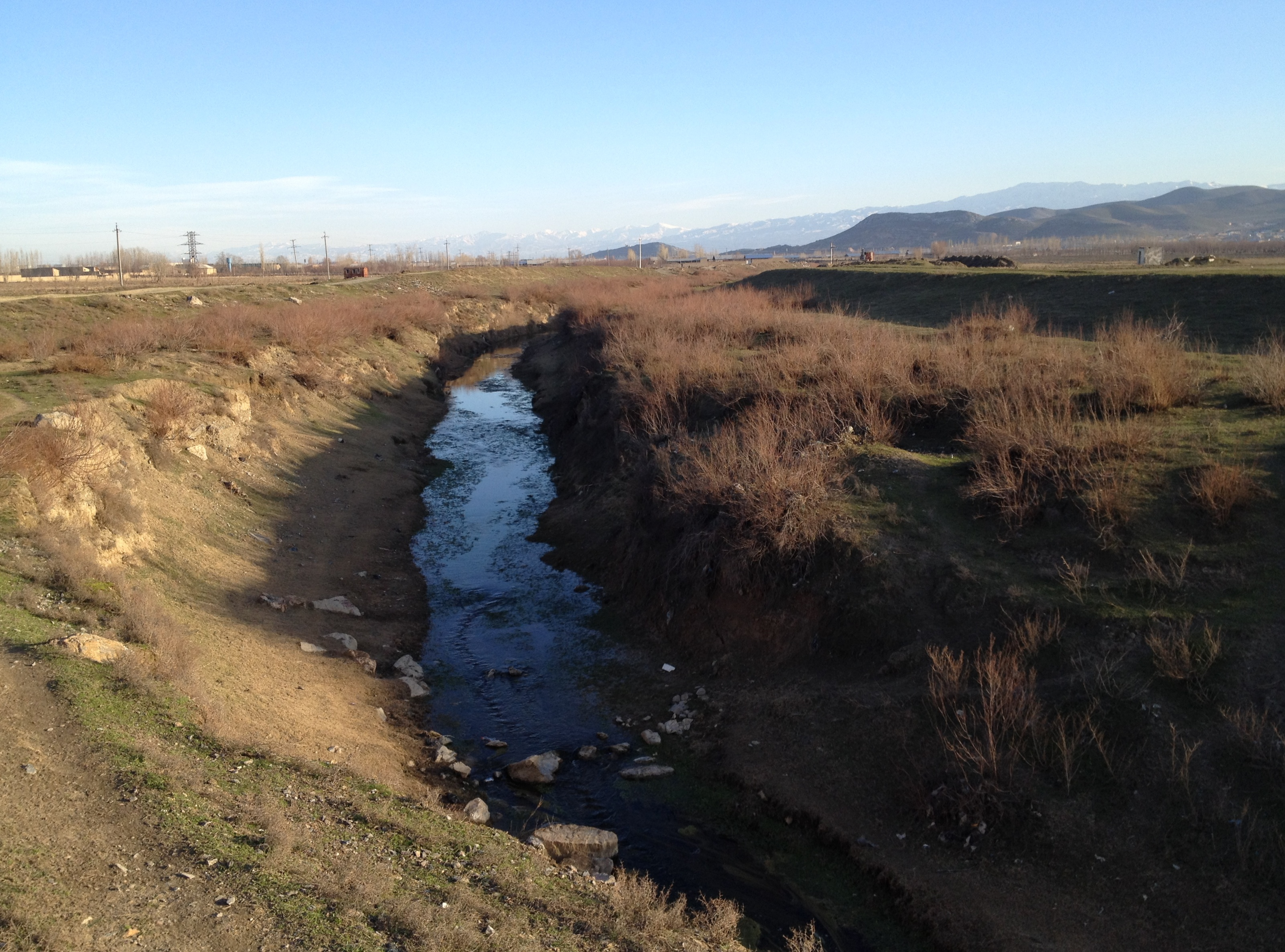
Der Qili nach Jizzax

Der Sangzor hat eine Länge von 198 km. Sein Einzugsgebiet (oberhalb des Bewässerungsfächers) umfasst 2530 km². Der Fluss wird hauptsächlich von der Schneeschmelze gespeist. Zwischen Ende März und Anfang Juli führt er regelmäßig Hochwasser. Der mittlere Abfluss 158 km oberhalb der Mündung beträgt 2,12 m³/s. Oberhalb des Bewässerungsfächers sind es lediglich 4 l/s. Das Wasser des Sangzor wird zum Großteil zu Bewässungszwecken abgeleitet.